# ريناتا نيلسن
ريناتا نيلسن (بالبولندية: Renata Pytelewska Nielsen)‏ هي منافسة ألعاب القوى بولندية، ولدت في 18 مايو 1966 في Otwock ‏ في بولندا.

## وصلات خارجية
- ريناتا نيلسن على موقع الاتحاد الدولي لألعاب القوى (الإنجليزية)
- ريناتا نيلسن على موقع اللجنة الأولمبية الدولية (الإنجليزية)
- ريناتا نيلسن على موقع أوليمبيديا (الإنجليزية)